# Pierre-Yves Rochon
Pierre-Yves Rochon est un décorateur et architecte d'intérieur français né le 6 septembre 1946 à Saint-Nazaire. 

## Réalisations
Après avoir décidé de se tourner vers les Beaux-Arts, il réalise des décorations de bureaux et des résidences privées mais c'est la rénovation de l'hôtel Les Crayères à Reims qui marquera son entrée dans la décoration de grands hôtels internationaux tels que le Sofitel Saint-James à Londres, l'hôtel Savoy également à Londres, l'hôtel George-V, l'hôtel Shangri-La, à Paris, le Grand-Hôtel du Cap-Ferrat à Saint-Jean-Cap-Ferrat ou encore le Grand Hotel Kronenhof de Pontresina en Engadine (Suisse). Pierre-Yves Rochon a notamment réalisé la décoration de la plupart des restaurants de Joël Robuchon via sa société PYR créée en 1979. Un autre projet est L'Atelier de Joël Robuchon (Paris).
Sa carrière dans ce domaine avait été réalisée, déjà en 1989, lors de la rénovation de l'un des établissements des Relais & Châteaux, Château Cordeillan-Bages de Pauillac. « La décoration des vingt-cinq chambres de Cordeillan-Bages est signée Pierre-Yves Rochon qui a travaillé à toute l'archietecture intérieure de la maison ». 
Le 15 février 2011 il entame les travaux de rénovation de l'hôtel Prince de Galles avenue George V à Paris. Il travaille par ailleurs depuis 2000 en étroite collaboration comme designer pour la société d'ameublement contemporain Ligne Roset[source insuffisante]. C'est lui notamment qui, en étroite relation avec Maja Oetker, a décoré le nouvelle Epicure, restaurant 3 macarons Michelin de l'hôtel le Bristol situé à Paris appartenant à la Famille Oetker. Par la suite, il réalise la décoration « alpine » du Four Seasons Megève.
Il est considéré comme faisant partie du groupe des grands décorateurs français.